# 文屋康秀

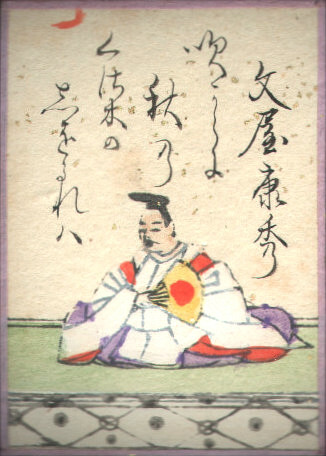
文屋康秀（百人一首）

文屋康秀（日语：／ Funya no Yasuhide，??—885年仁和元年）是平安時代前期的歌人。号文琳。父亲为縫殿助文屋宗于（一说大舎人頭文屋真文）。儿子为文屋朝康。官位为正六位上、縫殿助。六歌仙、三十六歌仙以及百人一首中的一员。

## 生平
元慶元年（877年）任山城大掾，元慶3年（880年）任縫殿，官职始终卑微。曾应二条天皇的皇后（时任春宮御息所）之邀，与在原业平、素性法师一起出席宫中的歌会。
在《古今和歌集序》中对他有如下的评价：
《古今和歌集》收录其4首和歌，《後撰和歌集》收录其1首。另外，《古今集》中有2首据说为其子朝康所作。
据传与小野小町的关系比较亲密。在其出任三河国国司时，曾邀请小野小町到三河游玩。

## 脚注
1. ↑  中田憲信『皇胤志』、『勅撰作者部類』
2. ↑  鈴木真年『百家系図稿』巻8,文室
3. ↑  『勅撰作者部類』

## 關連項目
- 強情灸